# Sinfonia n.º 2 (Bruckner)

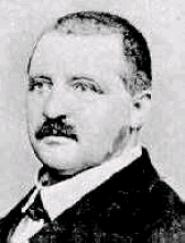
Bruckner, 1868

A Sinfonia Nº 2 em Dó menor foi escrita pelo compositor Anton Bruckner entre 11 de outubro de 1871 e 11 de setembro de 1872. Porém, foi revista em 1873 antes mesmo que pudesse estrear. A primeira apresentação ocorreu em 26 de outubro do mesmo ano, com o próprio compositor na regência da Orquestra Filarmônica de Viena.
Uma nova versão, preparada desde 1875, foi apresentada em 20 de fevereiro do ano seguinte, sob regência do mesmo maestro e orquestra.
Mais uma modificação foi feita em 1877 até que, em 1892, após um ano de trabalho, foi publicada a última versão.
Anton Bruckner dedicou sua segunda sinfonia ao compositor e pianista Franz Liszt.

## Movimentos
1. Ziemlich schnell
2. Adagio – Feierlich, etwas bewegt
3. Scherzo: Schnell
4. Finale: Mehr schnell

## Instrumentação
| - 2 flautas - 2 oboés - 2 clarinetes - 2 fagotes | - 4 trompas - 2 trompetes - 3 trombones* | - Tímpano | - Violinos I - Violinos II - Violas - Violoncelos - Contrabaixos |

Obs.: 4 trombones, na versão de 1873.

## Duração
A Sinfonia Nº 2 dura aproximadamente 67 minutos.